# Landschaftsschutzgebiet Bocksieksbach / Finnebach

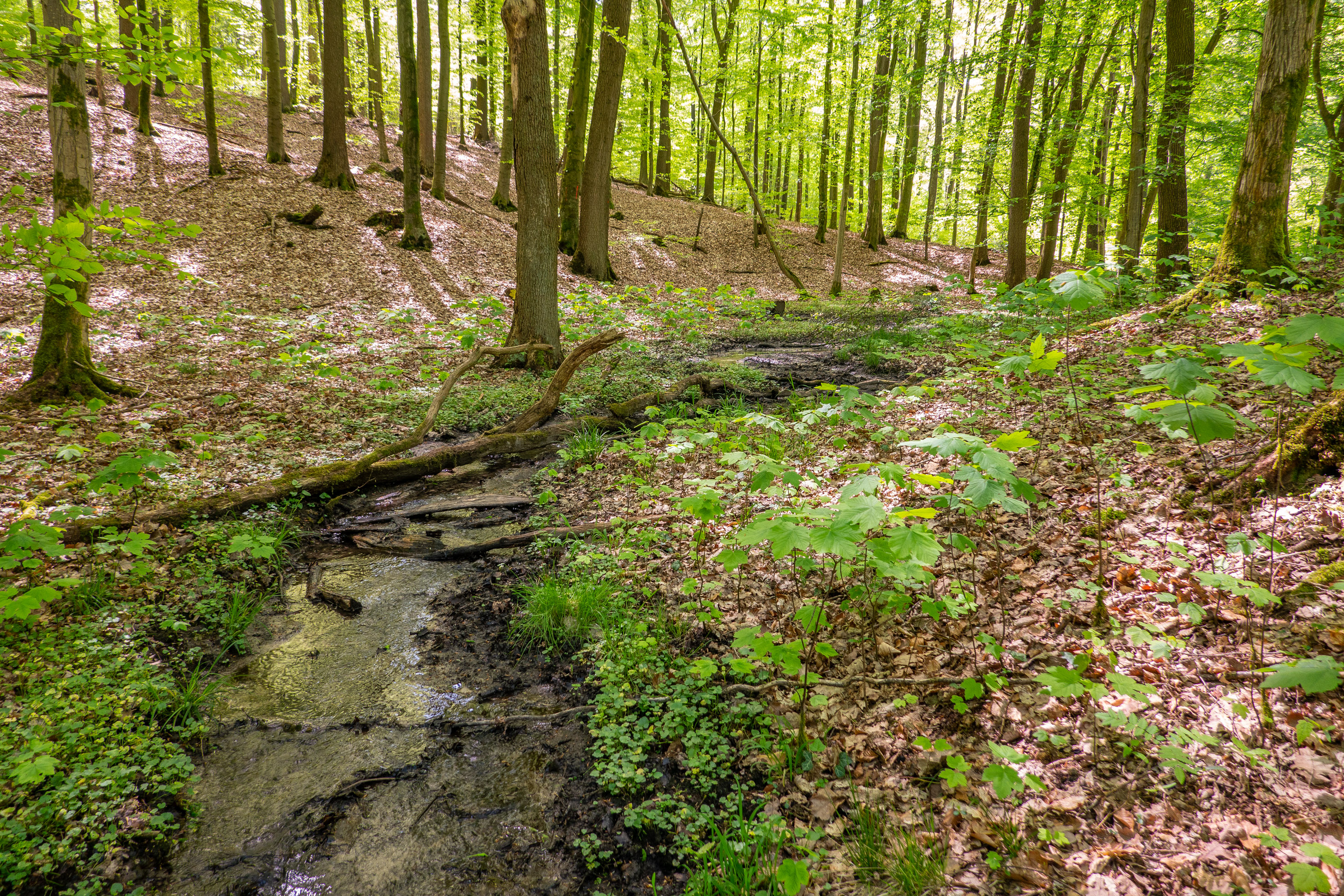
Bocksieksbach

Das Gebiet „Bocksieksbach / Finnebach“ ist ein seit 2005 durch den Kreis Lippe als unterste Naturschutzbehörde ausgewiesenes Landschaftsschutzgebiet (LSG-Nummer 3818-0008) im Nordwesten der lippischen Stadt Bad Salzuflen in Nordrhein-Westfalen in Deutschland.

## Lage
Das rund fünfeinhalb Hektar große Landschaftsschutzgebiet Bocksieksbach / Finnebach gehört naturräumlich zum Lipper Bergland. Es erstreckt sich im Bad Salzufler Stadtforst entlang des Bocksieksbachs und des hier die Grenze zum Kreis Herford bildenden Finnebachs auf einer Höhe zwischen rund 100 und 150 m ü. NHN.

## Beschreibung
Der Bocksieksbach entspringt auf Herforder Stadtgebiet bei der Bundesautobahn 2, durchfließt die Kellerteiche und entwässert in der Flur Seligenwörden in den Finnebach. Dieser fließt in einem breiten Tal nach Südosten und mündet bei der Loose in die Salze.

## Schutzzweck
Wesentlicher Schutzzweck ist die „Erhaltung zweier Bachläufe mit feuchtem Eichen-Hainbuchenwald und begleitendem Bach-Erlen-Eschenwald.“